# Gochawon
Gochawon est une collection de l'éditeur Soleil Productions publiant des manhwas.
Cette collection n'existe plus depuis le 4 juillet 2007.